# Quantanthura erica
Quantanthura erica is een pissebed uit de familie Anthuridae. De wetenschappelijke naam van de soort is voor het eerst geldig gepubliceerd in 1986 door Gary C.B. Poore & Lew Ton.